# Cung điện ở Janowice Wielki

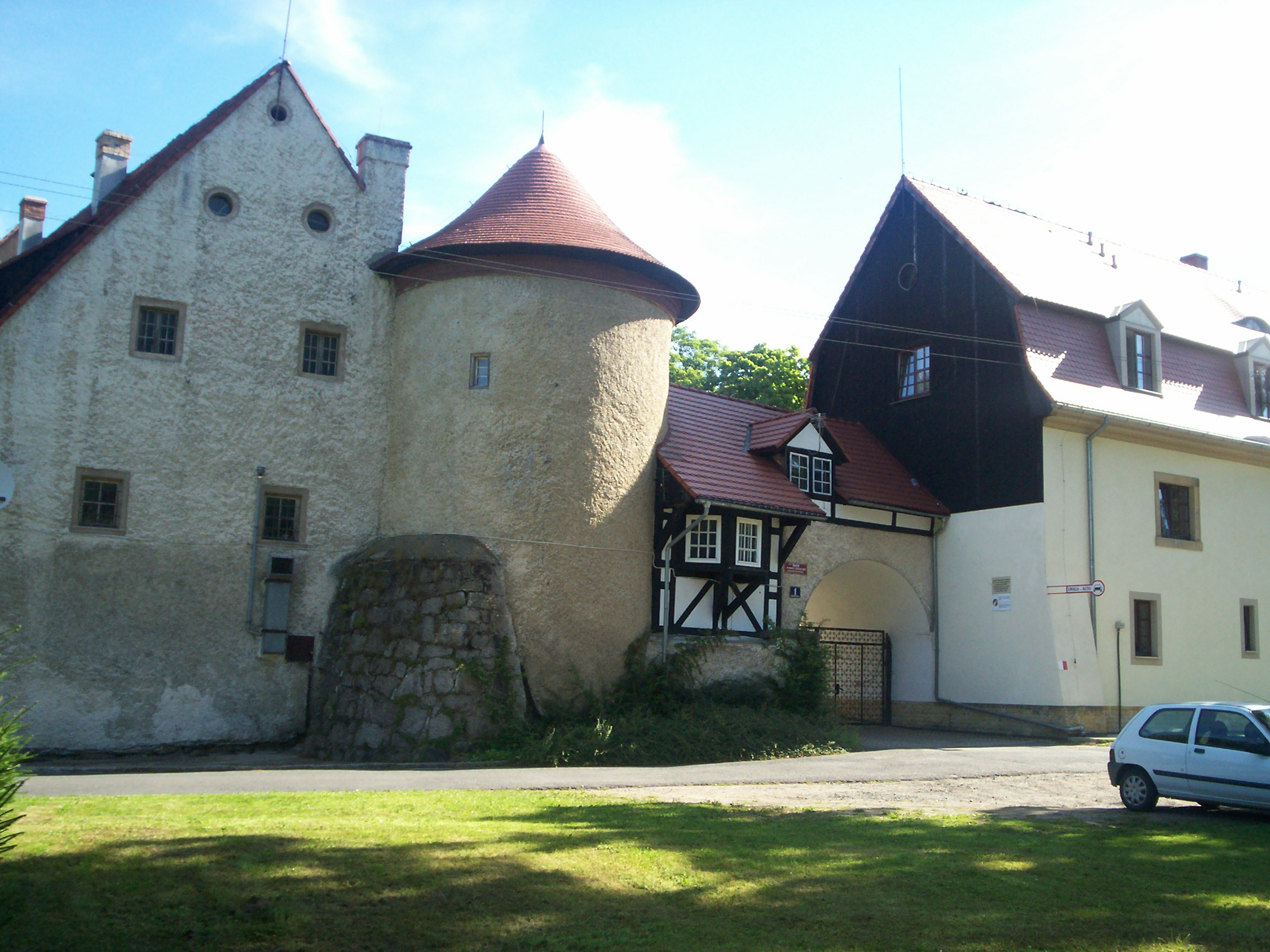
Cung điện ở Janowice Wielkie (2008)

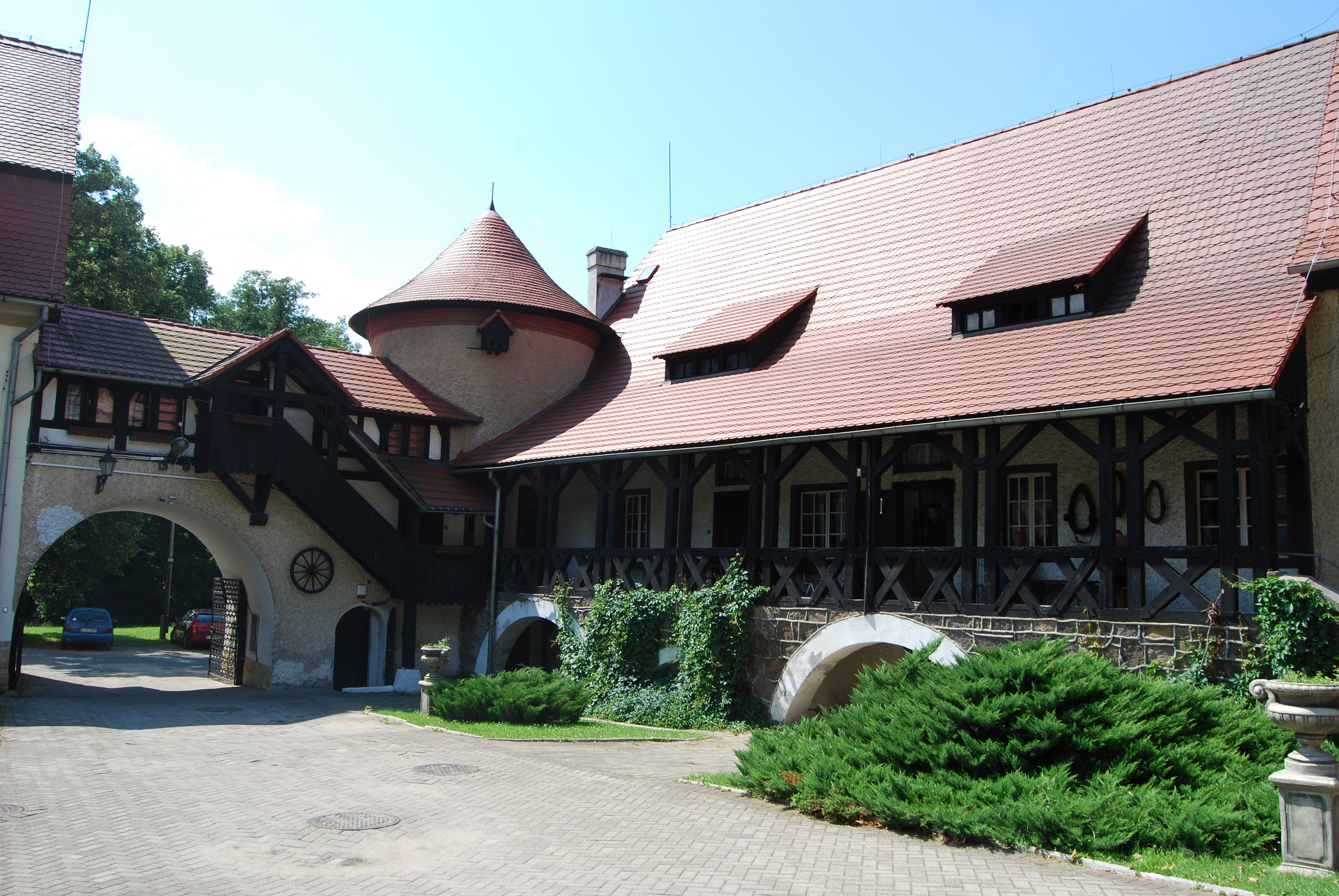
Khuôn viên nhìn ra tháp và cổng (2012)

Cung điện ở Janowice Wielkie (tiếng Ba Lan: Pałac w Janowicach Wielkich) là một khu phức hợp cung điện lâu đời ở Ba Lan, được Hiệp sĩ von Beier xây dựng vào thế kỷ 14, tọa lạc ở khu phía Bắc ngôi làng Janowice Wielkie, gần dòng sông Bóbr. Khu phức hợp cung điện có tên trong sổ đăng ký di tích. Hiện nay, công trình kiến trúc này được xem là một trong những di tích được giữ gìn và bảo tồn tốt nhất.

## Lịch sử hình thành
- Thế kỷ 14: Hiệp sĩ von Beier xây dựng Cung điện ở Janowice Wielkie.
- Giai đoạn 1608 - 1609: Bá tước Daniel von Schaffgotsch là người ra lệnh mở rộng khu phức hợp này.
- Năm 1642: Công trình bị tổn hại trong cuộc Chiến tranh Ba Mươi Năm.
- Năm 1645: Công trình bị quân Thụy Điển phóng hỏa
- Sau đó: Khu phức hợp cung điện thuộc sở hữu của các gia đình quý tộc như: von Manschwitz, von Promnitz và zu Stolberg-Wernigerode.
- Năm 1775: Cung điện được xây dựng lại theo phong cách Baroque.
- Năm 1830: Cung điện tiếp tục được tái thiết.
- Sau Chiến tranh thế giới thứ hai: Công trình kiến trúc này được sử dụng làm văn phòng thành phố.
- Năm 1962: Một viện dưỡng lão được đặt trụ sở tại Cung điện (vẫn còn hoạt động cho đến ngày nay).[2]